# Dibrachichthys melanurus
Dibrachichthys melanurus es una especie monotípica del género de peces Dibrachichthys.

## Descripción
Dibrachichthys cuenta con una aleta dorsal sostenida por 14 o 15 radios blandos y la aleta anal por entre 8 y 10 radios blandos. Es muy similar a T. ocellatum, pero tiene una sola aleta pectoral no dividida a cada lado en lugar de las aletas pectorales divididas de T. ocellatum. El cráneo es notablemente más ancho que el de T. ocellatum y algunos huesos del cráneo forman una estructura tubular horizontal frente a cada ojo. Los ojos están ubicados en una profunda cavidad protectora semicircular y hay una profunda depresión en el centro del cráneo. La coloración también es diferente, con el interior oscuro de la boca, una barra oscura en la espalda justo debajo de la base de la aleta dorsal y una barra oscura en la base de la aleta caudal. Los machos cuentan con una longitud estándar máxima publicada de 5,7 cm (2,2 pulgadas), mientras que las hembras son ligeramente más pequeñas, con una longitud estándar máxima publicada de 5,6 cm (2,2 pulgadas).

## Distribución y hábitat
Se encuentra en Australia, Papúa Nueva Guinea e Indonesia. En Australia, se distribuye por el norte, desde el suroeste de Dongara, en Australia Occidental, hasta el este de Yeppoon, en las islas Capricornio, frente a Queensland. También se encuentra en las islas Aru, en Indonesia, y en el estrecho de Torres, frente a Papúa Nueva Guinea. Este pez demersal se encuentra a profundidades de entre 5 y 63 m (20 y 210 pies), aunque se recolectaron dos ejemplares entre 128 y 146 m (420 y 480 pies) sobre sustratos blandos de arena y lodo en aguas costeras y en zonas con escombros en la plataforma continental.